# 平手勘次郎
平手 勘次郎（ひらて かんじろう、1877年（明治10年）8月12日 - 1958年（昭和33年）3月15日）は、日本の陸軍軍人。最終階級は陸軍主計中将。

## 経歴
宮崎県出身。1901年（明治34年）12月、一等計手に任官し教育総監部付となる。1904年（明治37年）9月、三等主計に任官し会計監督部付となる。第13師団糧食部員を経て、1907年（明治40年）3月、陸軍経理学校を卒業し第1師団経理部員に就任。同年12月、二等主計に進み、1908年（明治41年）9月、関東都督府副官部勤務となる。1910年（明治43年）11月、一等主計に昇進し関東倉庫付となる。1911年（明治44年）6月から1912年（明治45年）5月まで経理学校学生となる。1912年（大正元年）12月、会計監督部付となり、陸軍省経理局課員、青島守備軍司令部付を経て、1918年（大正7年）6月、三等主計正に進級し東京経理部員に就任した。1919年（大正8年）12月、経理学校教官に転じ、1922年（大正11年）4月、二等主計正に昇進し陸軍糧秣本廠員となる。
1923年（大正12年）10月、陸軍造兵廠火工廠会計課長に就任。1924年（大正13年）12月、一等主計正に進み糧秣本廠員となる。1926年（大正15年）3月、第5師団経理部長に転じ、第3師団経理部長、第4師団経理部長を歴任し、1930年（昭和5年）8月、主計監に進級。1933年（昭和8年）8月、近衛師団経理部長に就任し、1934年（昭和9年）6月、経理学校長に転じた。同年8月、主計総監に進み経理局長に就任。同年8月から1935年（昭和10年）3月まで経理学校長を兼務した。1937年（昭和12年）2月15日、陸軍武官官等表の改正により陸軍主計中将となる。同年8月、陸軍技術本部付となり、同月、予備役に編入された。
1947年（昭和22年）11月28日、公職追放仮指定を受けた。

## 栄典
- 1934年（昭和9年）2月7日 - 勲二等瑞宝章[6]